# Asunción Tlacolulita
Asunción Tlacolulita es una localidad del estado mexicano de Oaxaca. Es cabecera del municipio de Asunción Tlacolulita.

## Demografía
| Censo | Población |
| ----- | --------- |
| 1900  | 943       |
| 1910  | 891       |
| 1921  | 709       |
| 1930  | 622       |
| 1940  | 603       |
| 1950  | 614       |
| 1960  | 733       |
| 1970  | 678       |
| 1980  | 1043      |
| 1990  | 664       |
| 1995  | 593       |
| 2000  | 606       |
| 2005  | 457       |
| 2010  | 540       |
| 2020  | 432       |